# Luke DeVere
 (août 2014).
Luke DeVere (né le 5 novembre 1989 à Melbourne, en Australie) est un footballeur australien. Il évolue au poste de défenseur avec le Gyeongnam FC en K-League.

## Statistiques détaillées

### En club
| Saison      | Club            | Pays         | Championnat | Championnat | Championnat |
| Saison      | Club            | Pays         | Division    | Matchs      | Buts        |
| ----------- | --------------- | ------------ | ----------- | ----------- | ----------- |
| 2008 - 2009 | Queensland Roar | Australie    | A-League    | 15          | 0           |
| 2009 - 2010 | Brisbane Roar   | Australie    | A-League    | 24          | 2           |
| 2010 - 2011 | Brisbane Roar   | Australie    | A-League    | 26          | 1           |
| 2011        | Gyeongnam FC    | Corée du Sud | K-League    |             |             |